# Ohorn
Ohorn (hornolužickosrbsky Mohorn) je obec v Horní Lužici v německé spolkové zemi Sasko. Nachází se v zemském okrese Budyšín a má přibližně 2 500 obyvatel.

## Historie
Vesnice je v písemných pramenech prvně zmíněna v roce 1350, kdy je uváděna jako Ahorn a Ohorn. Roku 1373 je uváděna panské sídlo, od roku 1564 rytířský statek.

## Přírodní poměry
Ohorn leží v západní části zemského okresu Budyšín asi 25 kilometrů západně od okresního města Budyšín, 10 kilometrů severozápadně od velkého okresního města Bischofswerda a asi 15 kilometrů jižně od velkého okresního města Kamenz. Východní část území obce je zalesněná. Nejvyšším bodem je vrch Schleißberg (421 m). V obci pramení řeka Pulsnitz. Jižní částí obce prochází spolková dálnice A4. Ohorn není napojen na železnici.

## Správní členění
Ohorn se oficiálně nedělí na žádné místní části. Neoficiálně se člení na vsi Fuchsbelle, Gickelsberg, Mitteldorf, Oberdorf a Röderhäuser.

## Pamětihodnosti
- restaurace Schleißbergbaude na Schleißbergu
- panský dům v Ohornu
- bývalá budova kostel Kirchlehn